# Шаманин, Фёдор Афанасьевич
Фёдор Афана́сьевич Шама́нин (16 февраля [1 марта] 1903, дер. Степанковская, Вологодская губерния — 6 мая 1966, Ленинград) — советский военачальник, генерал-майор (23.11.1943), политработник Вооружённых Сил СССР, участник Советско-финляндской и Великой Отечественной войн.

## Биография
Родился 16 февраля (1 марта) 1903 года в деревне Степанковской (другое название — Мараконская) Вельского уезда Вологодской губернии (ныне Пакшеньгского сельского поселения Вельского района Архангельской области). Мать Анастасия Маркеловна скончалась через три месяца после его рождения, а в 11 лет умер и отец Афанасий Николаевич. Учился в сельской школе. Летом работал пастухом, зимой просил милостыню. В 12-летнем возрасте стал батрачить, работать на железной дороге, в лесу. После революции стал подручным кузнеца в деревне Подгорье. В 1923 году добровольно пошёл служить в Рабоче-крестьянскую Красную армию, вступил в ВЛКСМ. Через год заболел малярией, на время был уволен «в долгосрочный отпуск» и вернулся в родной уезд. В 1924 году, когда в стране начался ленинский призыв, стал кандидатом в члены Российской коммунистической партии (большевиков), в том же году окончил в Вельске 6-месячную советско-партийную школу, а в сентябре 1925 года принят в партию Вельским уездным комитетом РКП(б) (одновременно состоял в ВЛКСМ до 30-летнего возраста).

### Довоенная служба
В 1925 году Ф. А. Шаманин вернулся в армию, где окончил школу младшего начальствующего состава и продолжил службу политработником:
- В июле 1932 года назначен инструктором политотдела 10-й стрелковой дивизии.
- Декабрь 1932 года — старший инструктор организационно-партийной работы 10-й стрелковой дивизии.
- Июнь 1933 года — старший инструктор организационного сектора политуправления Ленинградского военного округа.
- Октябрь 1934 года — помощник командира по политчасти 167-го стрелкового полка 56-й стрелковой дивизии.
- Апрель 1935 года — военный комиссар 167-го стрелкового полка 56-й стрелковой дивизии.
- Август 1937 года — военком 6-й отдельной бригады строительных частей.
- Апрель 1938 года — военком 33-го стрелкового корпуса.
- Август 1938 года — начальник политуправления Калининского военного округа.

### Советско-финляндская война
В 1939 году Ф. А. Шаманину было присвоено воинское звание дивизионного комиссара, а в сентябре того же года он был назначен начальником политуправления 7-й армии, которая была сформирована в Ленинградском военном округе и вскоре приняла активное участие в Советско-финляндской войне. В декабре 1939 года был переведён на должность заместителя начальника армейского политуправления, но уже в январе 1940 года стал заместителем начальника политуправления Северо-Западного фронта.

### Межвоенный период
- С июля 1940 года Ф. А. Шаманин — начальник политуправления Прибалтийского (особого) военного округа.
- 21 апреля 1941 года — член Военного совета Закавказского военного округа.

### Великая Отечественная война
- В августе 1941 года Закавказский военный округ преобразован в Закавказский фронт. С сентября 1941 года дивизионный комиссар Ф. А. Шаманин занимался подготовкой к наступательным операциям на Керченском полуострове и освобождению от немецко-фашистских захватчиков городов Керчи и Феодосии.
- Декабрь 1941 года — переведён на должность члена Военного совета Кавказского фронта.
- Январь — май 1942 года — член Военного совета Крымского фронта. 4 июня 1942 года, после поражения советских войск в ходе Керченской оборонительной операции, был понижен в воинском звании до бригадного комиссара[1][2].
- Июнь 1942 года — декабрь 1942 года — заместитель начальника политуправления Волховского фронта. Присвоено звание полковника.
- 4 января 1943 года Приказом Наркома обороны «для усиления руководства партийно-политической работой в частях» назначен начальником политуправления 2-й ударной армии, которая принимала участие в прорыве блокады Ленинграда, Мгинской, Красносельско-Ропшинской наступательных операциях. В 1943 году Ф. А. Шаманину было присвоено звание генерал-майора.
- C мая 1944 года и до конца войны — член Военного совета 23-й армии на Ленинградском фронте, участвовавшей в боях по освобождению Карельского перешейка.

### Мирное время
В послевоенные годы Ф. А. Шаманин продолжил службу в Советской армии на военно-политических и командных должностях. В 1947 году окончил Высшие курсы политсостава, в дальнейшем являлся начальником политотдела и заместителем начальника Главного штаба Сухопутных войск. В июле 1950 года уволен по возрасту в запас.
Генерал-майор Ф. А. Шаманин был депутатом Верховного Совета СССР 1-го созыва (1938—1946), неоднократно избирался в руководящие партийные и советские органы областей и городов, где проходила его воинская служба.
Последние годы жизни проживал в Ленинграде. Умер 6 мая 1966 года на 64-м году жизни. Похоронен на Большеохтинском кладбище на Новой коммунистической площадке.

### Семья
Жена — Валентина Александровна Шаманина (в девичестве — Нецветаева) (1910—1982),
- сын — Владимир Фёдорович Шаманин (1930—1975).

## Награды
- орден Ленина (30.12.1956)
- четыре ордена Красного Знамени (15.01.1940; 21.02.1944[4]; 22.06.1944[5]; 03.11.1944)
- орден Отечественной войны II степени (01.04.1943[6])
- орден Красной Звезды (16.08.1936)